# Basse-Bodeux
Basse-Bodeux (en wallon : Bôdeû) est une section de la commune belge de Trois-Ponts située en Région wallonne dans la province de Liège.
C'était une commune à part entière avant la fusion des communes de 1977. Elle comprenait Basse-Bodeux, Haute-Bodeux et La Vaux.

## Évolution démographique
- Sources : INS, Rem. : 1831 jusqu'en 1970 = recensements, 1976 = nombre d'habitants au 31 décembre.

## Liste des bourgmestres de 1830 à 1977
- M. Martin (1893- )